# 伊丹俊彦
伊丹 俊彦（いたみ としひこ）は、日本の検察官、法務官僚、弁護士。長島・大野・常松法律事務所顧問。東京地検検事正、最高検次長検事、大阪高検検事長等を歴任した。

## 来歴
新潟県出身。早稲田大学法学部を卒業後、1980年に検事任官。
法務省入国管理局警備課長、同省入国管理局総務課長、仙台地方検察庁次席検事、公安調査庁総務部長等を経て、2008年に金沢地方検察庁検事正に就任。その後、最高検察庁総務部長、東京高等検察庁次席検事等を歴任し、2012年に東京地方検察庁検事正、2014年に最高検察庁次長検事に、それぞれ就任。
2015年に大阪高等検察庁検事長に就任し、2016年に検察庁を退官。同年より長島・大野・常松法律事務所顧問。
2022年1月、神東塗料における水道管塗料試験データ改ざん問題の特別調査委員長。